# 相嘉失礼
相嘉失礼，元朝官员，八邻氏，伯颜的孙子。
伯颜的儿子买的，官至佥枢密院事；囊加歹，官至枢密副使。相嘉失礼，官至同佥枢密院事、集贤学士。元英宗至治末年，在白只剌山祭扫祖坟，听说南坡之变，英宗遇弑，赶到上都，有人劝他暂时躲避，他说：“我家与国同休戚，现在国家有难，怎能逃避？”至上都，于是被囚禁。很久之后，被释放，被任命为河南江北行省平章政事，转任江南行台御史大夫。其子普达失理，也能继承家业，官至陕西行省平章政事。